# Grafton (Massachusetts)
Grafton ist eine Stadt in Worcester County im Bundesstaat Massachusetts der USA.
Das U.S. Census Bureau hat bei der Volkszählung 2020 eine Einwohnerzahl von 19.664 ermittelt.

## Geographie
Die Stadt befindet sich acht Kilometer südöstlich von Worcester, 50 Kilometer südwestlich von Boston und etwa 80 Kilometer nordöstlich von Springfield sowie direkt am Interstate-90-Highway, der dort auch Massachusetts Turnpike genannt wird.

## Geschichte
Die Region des heutigen Grafton wurde ursprünglich von den Nipmuckindianern bewohnt, die den Ort Hassanamisco (place of small stones = Ort der kleinen Steine) nannten. Bereits 1671 versuchte der englische Missionar John Elliot die Urbevölkerung zum Christentum zu bekehren. Anfang des 18. Jahrhunderts kamen die ersten europäischen Siedler in das Gebiet und Grafton wurde im Jahr 1735 gegründet. Der Name wurde zu Ehren von Charles FitzRoy, 2. Duke of Grafton (Sohn von Henry FitzRoy, 1. Duke of Grafton) gewählt. Danach entwickelten sich zahlreiche Industriezweige, und die Stadt wurde zu einem bedeutenden Vorreiter der Industrialisierung des Landes.
1955 nahm die United States Air Force eine Großschmiede in North Grafton in Betrieb, die unter anderem auch Teile für das Space Shuttle fertigte. Die operative Leitung dieser Schmiede wurde durch Wyman-Gordon übernommen. Der Standort beherbergt eine der größten Schmiedepressen der Welt, die in den 1950er Jahren im Zuge des Heavy Press Program entwickelt wurde.

## Demographie
Im Jahr 2009 ergab sich eine Bevölkerungszahl von 17.800 Personen, was eine Steigerung gegenüber 2000 von 19,8 % bedeutet.

## Söhne und Töchter der Stadt
- Ifeatu Melifonwu (* 1999), American-Football-Spieler
- Walter Phillips (1846–1920), US-amerikanischer Journalist und Telegraphist